# Marius Chavanne
Marius Chavanne, né le 18 février 1817 à Saint-Étienne (Loire) et mort le 1er décembre 1886 dans la même ville, est un homme politique français .
Maire de Saint-Chamond, il est député de la Loire de 1881 à 1885 inscrit au groupe de la Gauche radicale.

## Sources
- « Marius Chavanne », dans Adolphe Robert et Gaston Cougny, Dictionnaire des parlementaires français, Edgar Bourloton, 1889-1891 [détail de l’édition]

## lien externe
- Ressource relative à la vie publique :   - Base Sycomore
- Notices d'autorité :   - VIAF
  - BnF (données)